# Paul Charles Dubois
Paul Charles Dubois (28 de novembro de 1848 - 4 de novembro de 1918) foi um neuropatologista suíço natural de La Chaux-de-Fonds. Ele é reconhecido como um pioneiro da psicoterapia.

## Biografia
Ele estudou medicina na Universidade de Berna e, em 1876, era clínico geral em Berna. Ele era interessado em medicina psicossomática e acabou ganhando a reputação de psicoterapeuta conceituado. Em 1902 tornou-se professor de neuropatologia em Berna. Dubois foi influenciado pelos escritos do psiquiatra alemão Johann Christian August Heinroth (1773-1843).
Dubois é conhecido pela introdução da "terapia de persuasão", um processo que empregava uma abordagem racional para o tratamento de distúrbios neuróticos. Dentro desta disciplina, desenvolveu uma metodologia psicoterapêutica que era uma forma de diálogo socrático, utilizando a relação médico-paciente como meio de persuadir o paciente a mudar o seu comportamento. Ele acreditava que era necessário apelar ao intelecto e à razão do paciente para eliminar hábitos negativos e autodestrutivos. Ele também sustentou que era necessário que o médico convencesse o paciente da irracionalidade de seus sentimentos neuróticos e processos de pensamento. Dubois desdenhava da terapia hipnótica.
Dubois foi descrito como "o primeiro proponente moderno significativo" de uma terapia racional ou terapia cognitiva e, por algum tempo, no início do século XX, competiu em popularidade com a psicanálise freudiana, especialmente nos Estados Unidos, mas é pouco conhecido hoje.

Sua obra escrita mais conhecida foi Les psychonévroses et leur traitement moral, de 1904, sendo mais tarde traduzida para o inglês como "Psychic Treatment of Nervous Disorders (The Psychoneuroses and Their Moral Treatment)" ("Tratamento Psíquico de Distúrbios Nervosos (As Psiconeuroses e Seu Tratamento Moral)"). O prefácio deste livro foi escrito por seu amigo, o neurologista Joseph Jules Dejerine (1849–1917). Outra publicação influente de Dubois foi um tratado de "mente sobre a matéria" intitulado De l'influence de l'esprit sur le corps. Dubois também foi editor do Schweizer Archiv für Neurologie und Psychiatrie de Constantin von Monakow (Arquivo Suíço de Neurologia e Psiquiatria).